# صالح‌آباد (دامغان)
صالح‌آباد یا صلح آباد روستایی در دهستان قهاب رستاق بخش امیرآباد شهرستان دامغان استان سمنان ایران است.

## جمعیت
بر پایه سرشماری عمومی نفوس و مسکن در سال ۱۳۹۵ جمعیت این مکان ۱۰۴ نفر (۳۷خانوار) بوده‌است.